# Radek Šmerda
Radek Šmerda (ur. 14 maja 1977 w Brnie) – czeski prawnik i urzędnik państwowy, wiceminister w różnych resortach, w 2011 minister transportu.

## Życiorys
W 2001 ukończył studia prawnicze na Uniwersytecie Karola w Pradze, doktoryzował się na tej uczelni w 2005. Pracował jako doradca wiceprzewodniczącego jednej z komisji Izby Poselskiej (1999–2002), a także nauczyciel akademicki na Akademii Policji Republiki Czeskiej w Pradze i na macierzystym uniwersytecie. W latach 2002–2006 był doradcą do spraw prawnych w resorcie obrony, w latach 2007–2008 kierował gabinetem ministra. Od 2008 do 2009 pełnił funkcję wiceministra obrony. W latach 2009–2010 był zastępcą dyrektora generalnego służby więziennej, pracował też w tym czasie w sądownictwie.
W latach 2010–2011 zajmował stanowisko wiceministra transportu, od kwietnia do lipca 2011 stał na czele tego resortu. Objął następnie funkcję wiceministra spraw wewnętrznych, którą pełnił do 2013. Później podjął praktykę w zawodzie adwokata, zajmując się nadal również działalnością dydaktyczną.